# Серра-да-Чела
Серра-да-Чела — гірський хребет, розташований в провінції Намібе на південному заході Анголи. Гори підіймаються над навколишніми рівнинами на висоту до 2306 м над рівнем моря і є одними з найвищих в країні. Вони є частиною Великого Уступу, який відділяє плато Біє, розташоване у внутрішніх районах Анголи, від пустелі Наміб, що лежить на атлантичному узбережжі. 
Західні схили Великого уступу дуже стрімкі, а їх висота подекуди перевищує 2000 м. На заході хребта є кілька інзельбергів, залишків плато, яке колись було більшим. До Великого уступу можна дістатися дорогою, що веде від Капагомбе до Хумпати або від Куто до Лубанго.
Хребет Серра-да-Чела утворився приблизно 200 мільйонів років тому, під час нижньої юри, коли розпався суперконтинент Пангея. Те, що зараз є гірським хребтом, було краєм однієї з тектонічних плит в місці, де Африка з'єднувалася з Південною Америкою. Коли між плитами утворився Атлантичний океан, край плити поступово піднявся, утворивши гори.